# Haizea
Haizea (Айсеа) — баскійський гурт. Їхню музику класифікують як психоделічний рок, прогресивний рок та фольк-рок. Назва баскійською означає «Вітер».

## Учасники
- Xabier Lasa (гітара, спів)
- C. Busto (барабани, перкусія, ксилофон)
- Xabier Iriondo (флейта та гітара)
- Gabriel Berrena (контрабас та електробас)
- Amaia Zubiría (спів)
- Txomin Artola (гітара, спів)

## Дискографія
- 1977 — Haizea
- 1979 — Hontz Gaua